# Farní sbor Českobratrské církve evangelické v Ústí nad Labem
Farní sbor Českobratrské církve evangelické v Ústí nad Labem je sborem Českobratrské církve evangelické v Ústí nad Labem. Sbor spadá pod Ústecký seniorát.
Farářem je Tomáš Jun, kurátorem Martin Zubík.

## Kazatelé sboru (faráři,vikáři,diakoni)
- Ústí nad Labem[1][2][3]
  - František Varcl (1945–1965)
  - Hynek Merta (1966–1989)
  - Daniel Pfann (1996–1998)
  - Michal Šimek (1999–2004)
  - Anna Pavlosková (2001–2008)
  - Miloslav Nekvasil (2006–2007)
  - Marie Molnárová (2008–2015)
  - Martina V. Šeráková (2016–2018)
  - Tomáš Jun (2018–)

- Trmice[4]
  - Jan Matěj Tomeš (1947–1952)
  - Josef Valenta (1955–1958)
  - Zdeněk Borecký (1958–1959)